# ZMYM2
ZMYM2‏ (Zinc finger MYM-type containing 2) هوَ بروتين يُشَفر بواسطة جين ZMYM2 في الإنسان.